# Мілла Девенпорт
Мілла Девенпорт (англ. Milla Davenport; 4 лютого 1871 — 17 травня 1936) — актриса театру та кіно.
Мілла Девенпорт народилася в Цюріху, Швейцарія, здобула освіту у Швейцарії. Девенпорт виступала разом зі своїм чоловіком, актором Гаррі Дж. Девенпортом, у репертуарній компанії протягом п'ятнадцяти років. Свою кар'єру Девенпорт розпочала у кінофільмах у німому фільмі «Захоплення холостяка» (1916). Вона знялась в фільмі «Довгоногий батечко» (1919) з Мері Пікфорд, «Виродок» (1919) з А. Назімовою, «Гріхи батьків» (1928) з Емілем Джаннінгсом і «Шлюбна ніч» (1935). Девенпорт продовжував зніматися в кіно в епоху звукового кіно. Її останні ролі були у фільмах «The Defense Rests» (1934), «Here Comes Cookie» (1935) і «Human Cargo» (1936).
Девенпорт померла у Лос-Анджелесі, штат Каліфорнія, у 1936 році, у віці 65 років. Її поховали на кладовищі Голлівуд-Форевер.

## Вибрана фільмографія
- 1919 — Виродок \ The Brat
- 1919 — Довгоногий батечко \ Daddy-Long-Legs
- 1926 — Шлях до слави \ The Road to Glory — тітка Сельма
- 1935 — Шлюбна ніч \ The Wedding Night